# Трубичиха
Трубичиха — деревня в Рамешковском районе Тверской области.

## География
Находится в восточной части Тверской области на расстоянии приблизительно 24 км на юго-восток по прямой от районного центра поселка Рамешки.

## История
Известна с 1627—1629 годов как владение Кириллова монастыря, что на Белом озере, в 1646—1647 годах отмечено 3 двора. В 1709 году учтено 2 крестьянских двора и 1 бобыльский двор. В 1859 году в русской казенной деревне насчитывалось 16 дворов, в 1887 — 26, в 1933 — 37, в 1989 — 18, в 2001 — 10 домов местных жителей и 6 домов принадлежали наследникам и дачникам. В советское время работал колхоз им. Калинина. До 2021 входила в сельское поселение Ведное Рамешковского района до их упразднения.

## Население
Численность населения: 170 человек (1859 год), 169 (1887), 216 (1933), 35 (1989), 19 (русские 100 %) в 2002 году, 9 в 2010.